# STS-128
إس تي إس-128 (بالإنجليزية: STS-128)‏ الرحلة الثامنة والعشرون بعد المائة ضمن برنامج مكوك الفضاء لوكالة ناسا، والرحلة السابعة والثلاثون على متن مكوك الفضاء ديسكفري، انطلقت الرحلة في 29 أغسطس سنة 2009 من مركز كينيدي للفضاء ، وهبطت بتاريخ 12 سبتمبر في قاعدة إدواردز الجوية، بعد ثلاثة عشر يوماً و20 ساعة مكثتها الرحلة في الفضاء، تم خلال الرحلة الرسو على محطة الفضاء الدولية وتزويد وحدة ليوناردو في المحطة بمعدات، وإجراء عدة تجارب في الجاذبية، وتم كذلك القيام بثلاث عمليات سير في الفضاء، بلغ عدد الرواد المشاركين في الرحلة سبعة رواد من بينهم رائد فضاءسويدي.